# 朱子圪
義陽康靖王朱子圪（1443年—1499年），明朝周藩第一代義陽王，周簡王朱有爝的庶第十子。

## 生平
景泰六年（1455年）九月，獲賜名子圪。天順元年（1457年）九月，封義陽王。
弘治十二年（1499年），朱子圪去世，享年五十七歲，諡號康靖。四年後，庶四子義陽長子朱同鍱襲爵。

## 家庭

### 妻
- 李氏，南城兵馬副指揮李謙女，天順五年（1461年）冊為義陽王妃[4]

### 子
- 第一子：義陽長子朱同鎔[5]
- 第二子：朱同錡
- 第三子：朱同鉦[6]
- 庶四子：義陽長子→義陽榮安王朱同鍱[7][8]